# Steffen Rein
Steffen Rein (Halle-Neustadt, Halle, 27 de setembre de 1968) va ser un ciclista alemany que fou professional de 1996 a 1997. De jove havia corregut per la República Democràtica Alemanya. Les seves victòries més importants foren els triomfs al Gran Premi de Lugano i a la Volta a Nuremberg.

## Palmarès
- 1987
  - Vencedor d'una etapa de la Volta a Tunísia
- 1988
  - 1r del Tour d'Algèria i vencedor d'una etapa
  - 1r a la Volta a Leipzig
- 1989
  - 1r del Gran Premi ciclista de Gemenc
  - 1r de la Volta a Turíngia
  - 1r de la Rund um die Hainleite
  - Vencedor d'una etapa de la Volta a Eslovàquia
  - Vencedor d'una etapa de la Volta a Cuba
  - Vencedor d'una etapa de la Volta a la RDA
- 1990
  - 1r del Internationale Ernst-Sachs-Tour
  - 1r a la Berlín-Leipzig
  - Vencedor d'una etapa de la Volta a Saxònia
  - Vencedor d'una etapa de la Cursa de la Pau
- 1991
  -  Campió d'Alemanya amateur en ruta
  - Vencedor d'una etapa del Tour de Valclusa
- 1992
  - 1r del Gran Premi de Lugano
- 1993
  - 1r de la Volta a Nuremberg
- 1994
  -  Campió del món militar en contrarellotge
  - 1r del Gran Premi de Buchholz
- 1995
  - Vencedor d'una etapa de la Volta a la Baixa Saxònia
- 1996
  - Vencedor d'una etapa del Tour de Normandia
- 1997
  - Vencedor d'una etapa de la Volta a la Baixa Saxònia